# Supreme Ruler 2020
Supreme Ruler 2020 este un  joc video de război de mare strategie dezvoltat de BattleGoat Studios și publicat de Paradox Interactive. A fost lansat în 2008 și este o continuare a jocului Supreme Ruler 2010⁠(d). Jucătorul controlează toate aspectele încercărilor guvernului unei regiuni de a uni o lume fragmentată de state. La 22 decembrie 2008, BattleGoat Studios a lansat un pachet de expansiune pentru joc intitulat Global Crisis. O ediție de aur (Gold Edition) a jocului care conține atât jocul de bază, cât și pachetul de expansiune a fost lansată pe 18 septembrie 2009.

## Gameplay
Jocul permite jucătorilor să aleagă fie Scenarii cu un scop și obiectiv definite, fie un mod de campanie „Sandbox” în care nu există condiții de victorie predeterminate. Există peste 250 de regiuni jucabile care sunt simulate în joc. Jucătorul controlează economia, armata, cercetarea, cheltuielile guvernamentale, operațiunile de spionaj (inclusiv lansarea sateliților) și diplomația. Jucătorul decide ce unități militare să construiască, ce facilități să construiască, cât de mult sau cât de puține resurse să producă și, de asemenea, stabilește politicile guvernamentale în domenii precum finanțele și serviciile sociale. Opțiunile diplomatice includ alianțe, tratate și schimburi de resurse și tehnologii. Jucătorul își poate conduce oamenii în progrese tehnologice și reforme sociale, inclusiv globalizare, comerț liber, resurse regenerabile, biotehnologie, nanotehnologie, robotică, inginerie cyborg și interfață neuronală.
Supreme Ruler 2020 este în general un joc de strategie în timp real, cu toate că jucătorii pot întrerupe jocul sau pot schimba viteza jocului. Elementul militar al jocului se joacă prin unități de dimensiunea unui batalion reprezentate pe harta jocului, care pot fi controlate și pot primi ordine folosind mouse-ul individual sau prin grupuri. Opțional, jucătorii pot lăsa inițiativa unității activată, ceea ce va permite ca IA să controleze unitățile militare în locul jucătorului.
Jucătorul poate folosi, de asemenea, miniștrii de cabinet pentru a ajuta la conducerea regiunilor lor.
Multiplayerul este disponibil în LAN sau Internet pentru până la 16 jucători.

## ExpansiuneaGlobal Crisis
În decembrie 2008, BattleGoat și Paradox au lansat pachetul de expansiune Global Crisis pentru Supreme Ruler 2020. Această expansiune a prezentat conținut suplimentar și îmbunătățiri ale motorului de joc de bază.

## Supreme Ruler 2020: Gold Edition
În 2009, Battlegoat Studios a lansat o ediție de aur a Supreme Ruler 2020, care include atât jocul original, cât și pachetul său de expansiune, Global Crisis.  Este compatibilă în modul multiplayer cu pachetul de expansiune pentru jocul de bază.

## Recepție
Jocul a primit recenzii „mixte”, conform site-ului de agregare a recenziilor Metacritic. 